# Luật dân sự
Luật dân sự là một nhánh pháp luật giải quyết các tranh chấp giữa các cá nhân và/hoặc các cơ quan tổ chức, theo đó bên bị thiệt hại có thể được đền bù cho những thiệt hại đó. Ví dụ, nếu một nạn nhân bị ôtô đâm đòi người lái xe bồi thường thiệt hại hoặc chấn thương do tai nạn gây ra, đây sẽ là một vụ kiện dân sự.
Luật dân sự là ngành luật trong hệ thống pháp luật Việt Nam, là tổng hợp những quy phạm điều chỉnh các quan hệ tài sản và một số quan hệ nhân thân trong giao lưu dân sự trên cơ sở bình đẳng, tự định đoạt và tự chịu trách nhiệm của các chủ thể tham gia các quan hệ dân sự.Luật dân sự gồm các nguyên tắc cơ bản và có chế định khác nhau như: chế định tài sản và quyền sở hữu; chế định nghĩa vụ dân sự và hợp đồng dân sự; chế định nghĩa vụ hoàn trả do chiếm hữu, sử dụng tài sản, được lợi về tài sản không có căn cứ pháp luật; chế định thực hiện công việc không có ủy quyền; chế định bồi thường thiệt hại ngoài hợp đồng; chế định thừa kế; chế định chuyển quyền sử dụng đất; chế định quyền sở hữu trí tuệ và chuyển giao công nghệ. Mỗi chế định của luật dân sự đều có những nguyên tắc riêng trên cơ sở những nguyên tắc cơ bản và có những quy phạm được tập hợp theo những tiêu chí riêng phù hợp với chế định đó.
Cần phân biệt luật dân sự với luật hình sự, luật quân sự (quân pháp), luật hành chính, và luật quốc tế.